# Die Firma (Roman)
Die Firma (Originaltitel: The Firm) ist ein Roman des US-amerikanischen Autors John Grisham, der erstmals 1991 veröffentlicht wurde. 1993 wurde er mit Tom Cruise verfilmt. Die bislang einzige deutschsprachige Übersetzung stammt von Christel Wiemken und erschien 1992 bei Hoffmann und Campe, Hamburg. Das Buch entwickelte sich auch im deutschsprachigen Raum zu einem Bestseller – allein Hoffmann und Campe brachte bis 1995 27 Auflagen heraus. Dazu kommen noch 39 Taschenbuchauflagen des Heyne Verlags bis 2014.

## Inhalt
Mitch McDeere ist ein erfolgreicher Absolvent der juristischen Fakultät von Harvard. Noch bevor er seine letzten Prüfungen absolviert hat, bekommt er ein unglaubliches Jobangebot der Anwaltskanzlei Bendini, Lambert & Locke (BLL) in Memphis. McDeere, aus ärmsten familiären Verhältnissen stammend, glaubt sich am Ziel seiner Wünsche: interessante Arbeit, ein sagenhaftes Gehalt, traumhafte Sozialleistungen. Mitch stürzt sich in die Arbeit und nimmt auch die hohe Arbeitsbelastung gelassen in Kauf. Er arbeitet bis zur Erschöpfung und vernachlässigt seine Frau.
Bald stellt er fest, dass es in der Firma Geheimnisse gibt. Zwei seiner Anwaltskollegen kommen während eines Aufenthalts in den Ferienappartements der Firma ums Leben und das FBI berichtet ihm von unglaublichen Vorgängen in der Kanzlei. BLL gehört einer Mafia-Familie aus Chicago: Das Kerngeschäft bildet die Verwaltung von schmutzigem Geld, die Betreuung „echter“ Mandanten bringt weniger ein, dient aber als Geldwaschanlage. Nach einigen Jahren – wenn die jungen Anwälte sich an das gute Leben gewöhnt haben – erfahren sie schrittweise die Wahrheit; denn nun können sie nicht mehr aussteigen; sie wissen zu viel. Die wenigen, die es versucht haben, bezahlten dies mit ihrem Leben. McDeere nimmt den Kampf gegen die Mafia und das FBI auf, um sich und das Leben seiner Familie zu schützen. Das FBI möchte McDeere als Kronzeugen gewinnen und eröffnet ihm, ihn nach der Beschaffung belastender Unterlagen mit einer neuen Identität versorgen zu wollen. Man werde ihm die freie Wahl lassen, mit den Behörden zusammenzuarbeiten oder sich weiter der Kanzlei gegenüber loyal zu verhalten, aber wenn das FBI zu einem späteren Zeitpunkt einen anderen Insider anwerben könne, müsse auch McDeere mit einer Verurteilung rechnen.
Zum Ansprechpartner für McDeere beim FBI wird Wayne Tarrance. Es kommen diverse Treffen zwischen den beiden zustande. Allerdings bleiben diese auch in der Firma nicht unbemerkt, sodass man McDeere gegenüber zunehmend misstrauisch wird. Dennoch gelingt es ihm mit Hilfe seiner Frau und einer von ihm engagierten Mitarbeiterin, belastendes Material zu sammeln. Gleichzeitig wachsen aber die Zweifel bei den McDeeres, ob das FBI langfristig in der Lage ist, sie zu schützen, zumal es einen Maulwurf in dessen Reihen gibt. So kommt es letztlich zum finalen Showdown, in dem McDeere, seine Frau und sein Bruder Ray, der durch den Deal mit dem FBI aus dem Gefängnis entkommen ist, sowohl vor der Mafia als auch vor dem FBI fliehen. Schließlich überlässt McDeere dem FBI doch – wie versprochen – die Akten, sodass die Mitglieder der Kanzlei verurteilt werden.

## Adaptionen
Der Roman wurde 1993 von Sydney Pollack verfilmt. Neben Tom Cruise in der Hauptrolle sind Gene Hackman, Holly Hunter (Oscar-Nominierung) und Ed Harris zu sehen. Bis auf fehlende Handlungsstränge und eine andere Schilderung der Beziehung zwischen Mitch und seiner Frau sowie ein anderes Happyend hielten sich die Filmemacher an die Romanvorlage. Ein Teil wurde am Seven Mile Beach auf Grand Cayman gedreht.
2012 wurde eine Fernsehserie mit dem Titel The Firm produziert, die den Kinofilm fortsetzt. Diese wurde jedoch nach der ersten Staffel nicht fortgesetzt.
Außerdem gibt es zwei deutsche Hörbuch-Adaptionen des Romans in gekürzter Fassung. Die erste entstand 1995 unter der Regie von Thomas Karallus mit Michael Harck als Vorleser (Karussell-Musik-und-Video-GmbH, Hamburg, ISBN 3-933281-05-9). In der zweiten liest Charles Brauer den Roman unter der Regie von Margrit Osterwold (Heyne, München 2001, ISBN 3-453-19858-1 oder ISBN 3-453-19859-X).

## Anmerkung
Im englischen Originaltext finden sich diverse bezeichnende Wortspiele. Beispielsweise ist die Anwaltskanzlei in der Front Street angesiedelt. Das englische Wort „front“ kann mit „Fassade“ oder „Strohmann“ übersetzt werden – die Kanzlei ist eine Fassade für die Mafiafamilie.

## Literarische Rezeption
Im 2001 vom französischen Schriftsteller Michel Houellebecq veröffentlichten Roman Plattform kauft sich der männliche Ich-Erzähler eine Ausgabe des Romans für seine Urlaubsreise nach Thailand. Nachdem er sich beim Lesen langweilt und bei einer erotischen Szene zu masturbieren beginnt, sagt er: „Mit einem Seufzer der Befriedigung ejakulierte ich zwischen zwei Buchseiten. Sie würden wohl zusammenkleben; na ja, es war eh kein Buch, das man zweimal las.“ Er vergräbt das Buch anschließend am Strand.